# Associazione Sportiva Calcio Potenza 2006-2007
Questa voce raccoglie le informazioni riguardanti l'Associazione Sportiva Calcio Potenza nelle competizioni ufficiali della stagione 2006-2007.

## Stagione
Nella stagione 2006-2007 il Potenza disputa il girone C del campionato di Serie C2, raccoglie 54 punti con il terzo posto finale. Vince il campionato il Sorrento con 64 punti e sale direttamente in Serie C1, la seconda promossa è il Potenza che vince i Play-off, superando in semifinale nel doppio confronto il Gela, con due pari che promuovono il Potenza meglio piazzato in campionato. Nella doppia finale i rossoablù lucani superano il Benevento che è giunto secondo in campionato, vincendo (1-0) al Viviani e pareggiando (1-1) al "Santa Colomba" dopo i tempi supplementari, ritornando in Serie C1 dopo tredici anni di assenza. Nella Coppa Italia di Serie C il Potenza disputa il girone M di qualificazione, che ha promosso la Paganese.

## Rosa
| N. |                    | Ruolo | Calciatore          |
| -- | ------------------ | ----- | ------------------- |
|    | Italia (bandiera)  | C     | Mario Alfieri       |
|    | Italia (bandiera)  | C     | Matteo Berretti     |
|    | Italia (bandiera)  | D     | Alessandro Cagnale  |
|    | Italia (bandiera)  | A     | Raffaele Calibrizzi |
|    | Italia (bandiera)  | D     | Domenico Colletto   |
|    | Italia (bandiera)  | D     | Andrea D'Agostino   |
|    | Italia (bandiera)  | A     | Alfonso Delgado     |
|    | Italia (bandiera)  | A     | Francesco Dettori   |
|    | Italia (bandiera)  | D     | Luigi Di Giorgio    |
|    | Italia (bandiera)  | C     | Davide Farinola     |
|    | Italia (bandiera)  | C     | Domenico Giugliano  |
|    | Nigeria (bandiera) | C     | Cyril Gona          |
|    | Italia (bandiera)  | A     | Simone Grillo       |
|    | Italia (bandiera)  | P     | Rino Iuliano        |

| N. |                   | Ruolo | Calciatore           |
| -- | ----------------- | ----- | -------------------- |
|    | Italia (bandiera) | C     | Giuseppe Lolaico     |
|    | Italia (bandiera) | A     | Valerio Lottino      |
|    | Italia (bandiera) | D     | Luigi Malafronte     |
|    | Italia (bandiera) | C     | Salvatore Marra      |
|    | Italia (bandiera) | C     | Spartaco Memè        |
|    | Italia (bandiera) | A     | Angelo Raffaele Nolé |
|    | Italia (bandiera) | A     | Nunzio Pagano        |
|    | Italia (bandiera) | C     | Francesco Paonessa   |
|    | Italia (bandiera) | A     | Gaetano Pignalosa    |
|    | Italia (bandiera) | C     | Marco Pollini        |
|    | Italia (bandiera) | P     | Giovanni Sacco       |
|    | Italia (bandiera) | P     | Nicola Signorile     |
|    | Italia (bandiera) | C     | Domenico Tassone     |
|    | Italia (bandiera) | A     | Mirko Ventura        |

## Risultati

### Serie C2 girone C

#### Girone di andata
| Arbitro: | Tozzi (Ostia Lido) |

|                             |           |                   |
| Nolè 13’, 53’ N. Pagano 89’ | Marcatori | 35’ Higo Oliveira |

| Arbitro: | Ballo (Trapani) |

|                        |           |                                  |
| Cuffa 68’ Giuntoli 82’ | Marcatori | 27’ (rig.) Dettori 29’, 61’ Nolè |

| Arbitro: | Palazzino (Ciampino) |

|             |           |  |
| Delgado 80’ | Marcatori |  |

| Arbitro: | Pecorelli (Arezzo) |

|                                       |           |                      |
| Carcione 63’ Crisci 66’ Niccolini 71’ | Marcatori | 82’ (rig.) N. Pagano |

| Potenza 1º ottobre 2006 5ª giornata | Potenza               | 0 – 0 | Andria BAT | Stadio Alfredo Viviani\| Arbitro: \| Guerriero (Catanzaro) \| |
| Arbitro:                            | Guerriero (Catanzaro) |       |            |                                                               |

| Arbitro: | Manera (Castelfranco Veneto) |

|                          |           |  |
| Galetti 12’ Tangorra 42’ | Marcatori |  |

| Arbitro: | La Rocca (Ercolano) |

|             |           |  |
| Alfieri 87’ | Marcatori |  |

| Arbitro: | Magno (Catania) |

|                           |           |               |
| Alfieri 36’ Pignalosa 63’ | Marcatori | 81’ A. Caruso |

| Arbitro: | Ruini (Reggio Emilia) |

|               |           |  |
| Mariniello 1’ | Marcatori |  |

| Potenza 5 novembre 2006 10ª giornata | Potenza          | 0 – 0 | Igea Virtus | Stadio Alfredo Viviani\| Arbitro: \| Doveri (Aprilia) \| |
| Arbitro:                             | Doveri (Aprilia) |       |             |                                                          |

| Arbitro: | Valeri (Roma) |

|                    |           |  |
| Taua 2’ Polani 68’ | Marcatori |  |

| Arbitro: | Morabito (Messina) |

|                  |           |               |
| Alfieri 17’, 41’ | Marcatori | 46’ Berardini |

| Arbitro: | Ferrandini (Sondrio) |

|           |           |  |
| Sergi 76’ | Marcatori |  |

| Arbitro: | Borracci (San Benedetto del Tronto) |

|  |           |            |
|  | Marcatori | 65’ Grillo |

| Arbitro: | De Toni (Schio) |

|               |           |  |
| Nolè 15’, 77’ | Marcatori |  |

| Arbitro: | Stallone (Foggia) |

|                            |           |               |
| F. Ripa 30’ S. Sibilli 33’ | Marcatori | 41’ Pignalosa |

| Arbitro: | Tagarelli (Termoli) |

|                                 |           |  |
| Colletto 35’ Pignalosa 43’, 65’ | Marcatori |  |

#### Girone di ritorno
| Nocera Inferiore 15 gennaio 2007 18ª giornata | Nocerina        | 0 – 0 | Potenza | Stadio San Francesco d'Assisi\| Arbitro: \| Manna (Isernia) \| |
| Arbitro:                                      | Manna (Isernia) |       |         |                                                                |

| Arbitro: | Giancola (Vasto) |

|  |           |           |
|  | Marcatori | 77’ Bueno |

| Arbitro: | Baratta (Salerno) |

|  |           |            |
|  | Marcatori | 69’ Grillo |

| Arbitro: | Donati (Ravenna) |

|                            |           |           |
| Delgado 27’, 43’ Marra 45’ | Marcatori | 40’ Rallo |

| Arbitro: | Baracani (Firenze) |

|                                 |           |  |
| Scopelliti 11’, 32’ Pasca 45+2’ | Marcatori |  |

| Arbitro: | Zega (Fermo) |

|               |           |                              |
| Pignalosa 70’ | Marcatori | 35’ Galetti 55’ Caracciolese |

| Arbitro: | De Toni (Schio) |

|  |           |            |
|  | Marcatori | 30’ Grillo |

| Arbitro: | Tagarelli (Termoli) |

|                |           |                                  |
| Galantucci 42’ | Marcatori | 69’ Dettori 77’ (rig.) Pignalosa |

| Arbitro: | Del Giovane (Albano Laziale) |

|                               |           |  |
| Pignalosa 42’ (rig.) Nolè 74’ | Marcatori |  |

| Barcellona Pozzo di Gotto 25 marzo 2007 27ª giornata | Igea Virtus      | 0 – 0 | Potenza | Stadio Carlo D'Alcontres\| Arbitro: \| D'Alesio (Forlì) \| |
| Arbitro:                                             | D'Alesio (Forlì) |       |         |                                                            |

| Arbitro: | Meli (Parma) |

|          |           |            |
| Nolè 67’ | Marcatori | 80’ Polani |

| Arbitro: | Passeri (Gubbio) |

|                         |           |                         |
| Pagana 6’ Innocenti 43’ | Marcatori | 38’ Delgado 80’ Lolaico |

| Arbitro: | Zanardo (Conegliano) |

|          |           |  |
| Nolè 28’ | Marcatori |  |

| Arbitro: | Manera (Castelfranco Veneto) |

|                      |           |            |
| Nolè 74’ Dettori 84’ | Marcatori | 15’ Aquino |

| Arbitro: | Peruzzo (Schio) |

|           |           |  |
| Luiso 81’ | Marcatori |  |

| Arbitro: | Barbirati (Ferrara) |

|          |           |                             |
| Nolè 78’ | Marcatori | 13’ Ottobre 53’ (rig.) Teta |

| Arbitro: | Gallione (Alessandria) |

|                |           |  |
| Alessandri 49’ | Marcatori |  |

### Play-off

#### Semifinali
| Gela 27 maggio 2007 Andata | Gela            | 0 – 0 | Potenza | Stadio Vincenzo Presti\| Arbitro: \| Marrocco (Pisa) \| |
| Arbitro:                   | Marrocco (Pisa) |       |         |                                                         |

| Arbitro: | Ferrandini (Sondrio) |

|          |           |             |
| Nolè 64’ | Marcatori | 74’ Cirillo |

#### Finali
| Arbitro: | Gallione (Alessandria) |

|               |           |  |
| Pignalosa 30’ | Marcatori |  |

| Arbitro: | Scoditti (Bologna) |

|             |           |              |
| Clemente 8’ | Marcatori | 101’ Delgado |

### Coppa Italia di Serie C

#### Girone H
| Arbitro: | Pagano (Torre Annunziata) |

|                                                          |           |               |
| Dettori 30’ Nolè 37’ Delgado 61’ (rig.) D'Agostino 90+2’ | Marcatori | 65’ Caligiuri |

| 27 agosto 2006 2ª giornata |  | – Turno di riposo Potenza |  |  |

| Arbitro: | Spadaccini (Vasto) |

|                                      |           |  |
| Vadacca 39’ Scarlato 64’ Musacco 84’ | Marcatori |  |

| Arbitro: | Ferraioli (Nocera Inferiore) |

|                               |           |  |
| N. Pagano 29’, 43’ Grillo 68’ | Marcatori |  |

| Arbitro: | Guerriero (Catanzaro) |

|                         |           |  |
| Fummo 22’, 49’ Rega 37’ | Marcatori |  |